# Friedrich Wilhelm Leopold Pfeil
Friedrich Wilhelm Leopold Pfeil (Rammelburg, 28 marzo 1783 – Jelenia Góra, 4 settembre 1859) è stato un naturalista tedesco.

## Biografia
Dal 1801 lavorò come professore di scienze forestali in diversi siti della regione di Harz, Neuchâtel e Slesia. Come soldato durante le guerre napoleoniche combatté la battaglia di Großbeeren e Wartenburg. Dal 1816 fu impiegato da Heinrich Karl Erdmann, principe di Carolath-Beuthen, come professore. Nel 1821 conseguì il dottorato onorario presso l'Università di Berlino e, nonostante un posto vuoto nella facoltà di scienze forestali, fu nominato professore. Nel 1830, quando il dipartimento della silvicoltura fu trasferito a Eberswalde, fu nominato direttore, posizione che mantenne fino al suo ritiro nel 1859.
Dal 1822 al 1859 fu direttore della rivista Kritische Blätter für Forst- und Jagdwissenschaft - dopo la sua morte, Hermann von Nördlinger prese il suo posto. Dal 1863 al 2005 fu dato un premio chiamato Wilhelm-Leopold-Pfeil-Preis" per i contributi per la futura gestione forestale in Europa.

## Opere principali
- Grundsätze der forstwirthschaft in bezug auf die nationalökonomie und die staatsfinanzwissenschaft, 1822.
- Forstbenutzung und forsttechnologie, 1831.
- Kurze anweisung zur jagdwissenschaft für gutsbesitzer und forstliebhaber, 1831.
- Neue vollständige Anleitung zur Behandling, Benutzung und Schätzung der Forsten; ein Handbuch für Forstbesitzer und Forstbeamte, (5 volumi, 1830–33).
- Die forstpolizeigesetze Deutschlands und Frankreichs nach ihren grundsätzen, 1834.
- Das forstliche verhalten der deutschen waldbaume und ihre erziehung, 1839.
- Die Forstwirthschaft nach rein praktischer Ansicht; ein Handbuch fur Privatforstbesitzer, Verwalter und ins besondere fur Forstlehrlinge, (2ª edizione, 1839).
- Forstschutz und forstpolizeilehre, im anhange die nachweisung der preussischen forstpolizeigesetze (2ª edizione, 1845).
- Die forsttaxation in ihrem ganzen umfange, (3ª edizione, 1838).